# 豹紋南鰍
豹紋南鰍（學名：Schistura pantherina）為輻鰭魚綱鯉形目條鰍科南鰍屬的其中一種。分布於亞洲泰國北碧府淡水流域，體長可達6公分，棲息在礫石底質、流動的河川底層水域，生活習性不明。